# Intellektualisierung
Intellektualisierung steht für die Überbetonung des Verstandes bei einem Menschen. Dabei werden Emotionen und Gefühle auf Logik und Rationalität reduziert. Psychologisch wird dieses Verhalten damit erklärt, dass die Person durch abstraktes Denken bzw. Generalisierung emotionale Konflikte kontrollieren oder minimieren will (siehe auch Abwehrmechanismus).
Der Therapeut John Bradshaw schrieb 1988: „Durch Generalisieren und Universalisieren sorgt man dafür, dass die Kategorien so weit und abstrakt gefasst sind, dass man den Kontakt zur konkreten, sinnlich erfahrbaren Wirklichkeit verliert.“ Er verweist darauf, dass die Intellektualisierung häufig der Vermeidung von Scham dient.